# Lissochlora neodmes
Lissochlora neodmes là một loài bướm đêm trong họ Geometridae.